# Arje Eldad
Arje Eldad (hebr. אריה אלדד, ur. 1 maja 1950 w Tel Awiwie) – izraelski polityk, poseł do Knesetu, lekarz, profesor medycyny.
Urodził się w Izraelu w 1950. Jest żonaty i ma piątkę dzieci. Jego ojciec, Israel Eldad, był znanym w kraju geografem i członkiem podziemnej organizacji Lechi. Jest mieszkańcem osiedla Kfar Adumim i generałem brygady (rezerwy) izraelskiej armii.

## Kariera medyczna
Eldad jest profesorem chirurgii plastycznej, pracuje w szpitalu Hasassah En Kerem. Studiował, medycynę na uniwersytecie w Tel Awiwie. Służył w wojsku jako oficer medyczny i był dowódcą służby medycznej armii przez 25 lat. Dosłużył się stopnia Tat-alluf (generała brygady). Szczególnie znany jako specjalista od leczenia oparzeń (ponad 120 publikacji w prestiżowych periodykach medycznych).

## Kariera polityczna
Eldad jest drugim członkiem parlamentu z partii Moledet (będącej częścią Ha-Ichud Ha-Leumi). Jest powszechnie poważany, a w prasie (nawet tej nieprzychylnej jego ugrupowaniu, takiej jak Ma’ariw i Jedi’ot Acharonot) opisywany jest jako osoba uczciwa i ciężko pracująca.
Eldad jest zwolennikiem syjonizmu rewizjonistycznego. Propaguje prawo Żydów do zamieszkiwania w każdym miejscu Ziemi Izraela i sprzeciwia się jakiemukolwiek przekazywaniu uprawnień na rzecz Palestyńczyków. Popiera postulaty partii Moledet mówiące, iż należy ich deportować do krajów arabskich. Ponadto nazywa „katastrofą” plany utworzenia państwa palestyńskiego na Zachodnim Brzegu.
Tuż przed planowaną w 2005 ewakuacją osiedli żydowskich ze Strefy Gazy i północy Zachodniego Brzegu, Eldad był najbardziej znanym politykiem, który wzywał do pozbawionej przemocy akcji cywilnego nieposłuszeństwa. W celu zwrócenia uwagi na los przesiedlanych osadników, przeszedł kilkaset kilometrów od osady Samur (w północnej Samarii) do Newe Dekalim w Strefie Gazy.
Na początku listopada 2008 r., po ogłoszeniu, iż nowe wybory parlamentarne odbędą się w lutym 2009 r., podjęto decyzję o połączeniu Narodowej Partii Religijnej oraz mniejszych partii – Moledetu i Tekumy. Te trzy podmioty zakończą samodzielny byt, tworząc nowe ugrupowanie prawicowe. Eldad zdecydował jednak, że nie wejdzie w skład nowego ugrupowania, zajmując się tworzeniem własnej partii, Hatikwa.